# Sharon Marcus
Sharon Marcus (née le 19 mai 1966) est une universitaire américaine. Elle est actuellement titulaire de la chaire "Orlando Harriman" d'anglais et de littérature comparée à l'Université Columbia. Elle se spécialise dans la littérature et la culture britanniques et françaises du XIXe siècle et donne des cours sur le roman du XIXe siècle en Angleterre et en France, notamment en relation avec l'histoire de l'urbanisme et de l'architecture, les études sur le genre et la sexualité, la théorie narrative et le théâtre et la performance artistique du XIXe siècle. Marcus a reçu des bourses Fulbright, Woodrow Wilson, Guggenheim et ACLS, ainsi qu'un prix Gerry Lenfest Distinguished Faculty Award à Columbia. Elle est l'une des rédactrices en chef de Public Culture, ainsi qu'une éditrice fondatrice et rédactrice en chef de la revue de fiction de Public Books.

## Biographie
Marcus est née le 19 mai 1966 à New York,. Elle obtient son BA de l'Université Brown et son doctorat du Centre des sciences humaines de l'Université Johns-Hopkins.
Marcus est l'auteure de Apartment Stories: City and Home in Nineteenth-Century Paris and London (University of California Press, 1999), qui reçoit une mention honorable pour le prix MLA Scaglione du meilleur livre de littérature comparée, et Between Women: Friendship, Desire, and Marriage in Victorian England (Princeton: 2007). Between Women est traduit en espagnol et remporte le prix Perkins de la meilleure étude narrative, le prix Albion du meilleur livre sur la Grande-Bretagne après 1800, le prix Alan Bray Memorial du meilleur livre d'études queer et un prix Lambda Literary du meilleur livre en Études LGBT. Avec Stephen Best, elle édite un numéro spécial de Representations sur "The Way We Read Now" qui est important dans le domaine en plein essor, dans la critique littéraire et les études culturelles, de la postcritique.
Avant de rejoindre Columbia en 2003, Marcus enseigne pendant de nombreuses années à l'Université de Californie à Berkeley.
Marcus est mariée à l'écrivaine Ellis Avery jusqu'à la mort de cette dernière en 2019.